# Air VIA

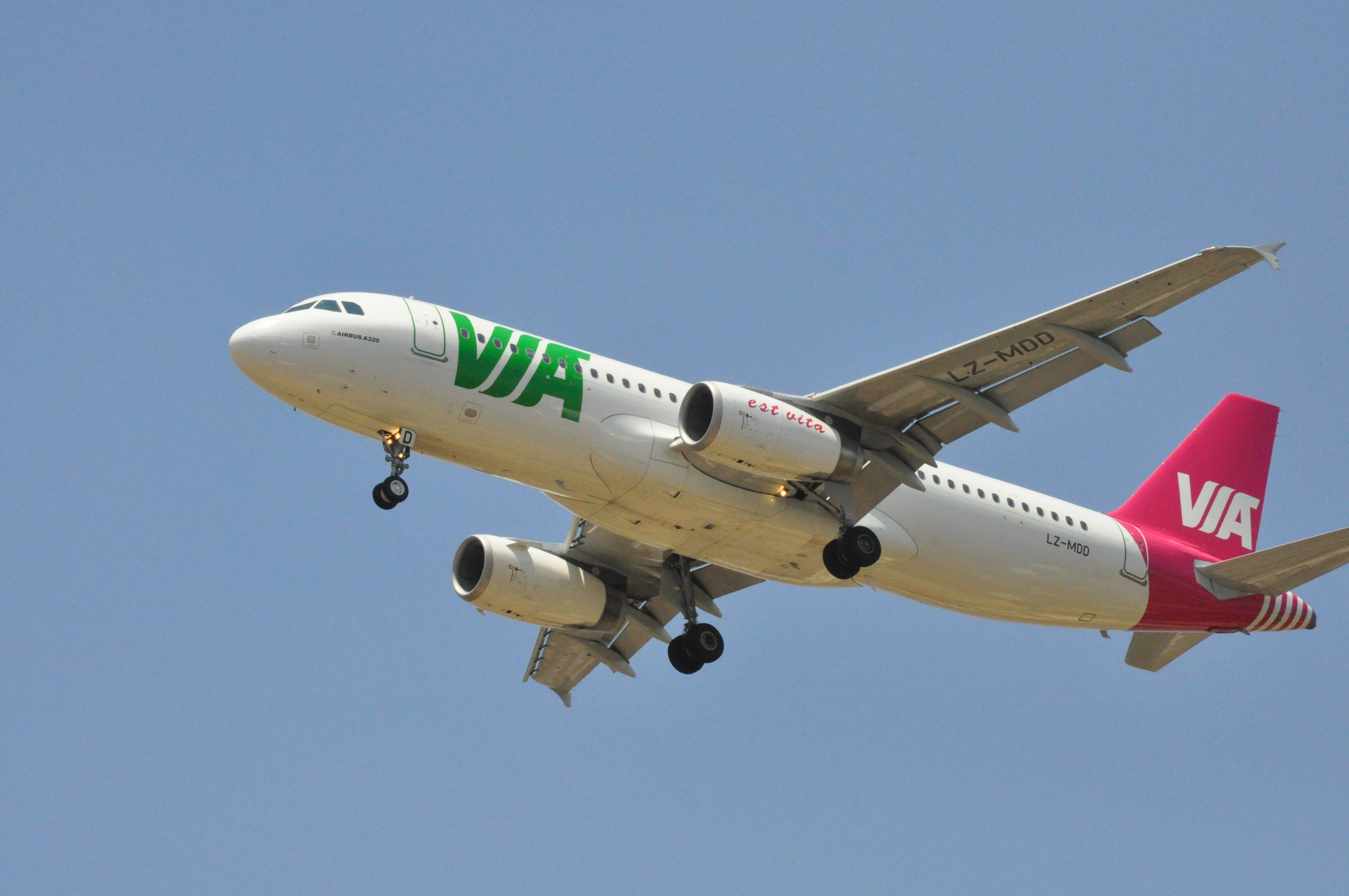
Air VIA Airbus A320-232

Air VIA (Bulgarian Airways, mã IATA = VL, mã ICAO = VIM) là hãng hàng không của Bulgaria, trụ sở ở Sofia. Hãng có các chuyến bay thuê bao chủ yếu cho các hãng du lịch. Căn cứ chính của hãng ở Sân bay quốc tế Sofia và Sân bay quốc tế Varna. Cùng với Bulgarian Air Charter, Air VIA là hãng hàng không bay thuê bao lớn nhất Bulgaria.

## Lịch sử
Hãng được 1 nhóm các nhà đầu tư Bulgaria thành lập và bắt đầu hoạt động từ năm 1990 dưới tên Varna International Airways, sử dụng 1 máy bay Tupolev Tu-154M chở các khách cho các hãng du lịch Jetair (Bỉ), Prodintour (Pháp) BG Tours (Đức), Neckermann Deutschland, và TUI Deutschland. Hãng hiện có 142 nhân viên.
Tháng 2/2005 Air VIA cho biết sẽ thay đội máy bay Tupolev Tu-154M của mình bằng máy bay Boeing 737-400 hoặc McDonnell Douglas MD-80, nhưng cuối cùng đã chọn máy bay Airbus A320-200.

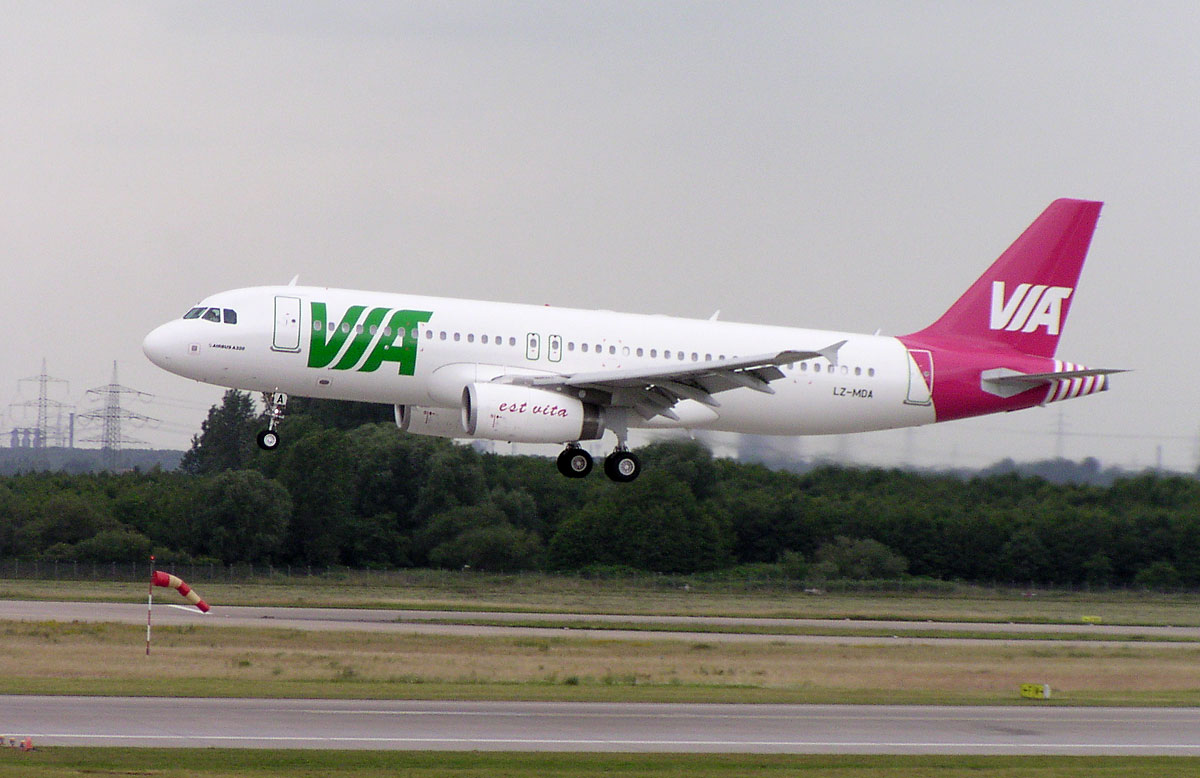
Máy bay A320 của Air VIA

## Các nơi đến
(Tháng 1/2008):
- Bulgaria
  - Bourgas
  - Sofia
  - Varna
- Đức
  - Berlin
  - Bremen
  - Köln
  - Dortmund
  - Dresden
  - Düsseldorf
  - Erfurt
  - Frankfurt
  - Hamburg
  - Hanover
  - Leipzig
  - München
  - Münster
  - Nürnberg
  - Paderborn
  - Rostock
  - Saarbrücken
  - Stuttgart

## Đội máy bay
(Tháng 5/2008):
- 4 Airbus A320-232

Tính tới ngày 3.6.2008, tuổi trung bình các máy bay của Air VIA là 2.4 năm().